# Livadeia
Livadeia (græsk: Λιβαδειά Livadiá, pronounced [livaˈðʝa]; oldgræsk: Λεβάδεια eller Λεβαδία, Lebadia) er en by i det centrale Grækenland. Det er hovedstaden i den regionale enhed Boeotia i periferien Centralgrækenland. Livadeia ligger 90 km nordvest for Athen, 64 km vest for Chalkida, 63 km sydøst for Lamia, 44 km øst-syd-øst for Amfissa og 91 øst-nordøst for Nafpaktos.
Området omkring Livadeia er bjergrigt, med landbrugsaktiviteter hovedsageligt begrænset til dalene. Området har traditionelt været forbundet med produktion og forarbejdning af bomuld og tobak samt dyrkning af kornafgrøder og opdræt af husdyr. Byen er også kendt for at have deltaget i Trojakrigen i troskab med Mykene.
Livadeia er hjemsted for Levadiakos FC, medlemmer af den græske superliga.

## Geografi
Kommunen har et areal på 694.016 km2 og byen et areal på 166.691 km2  .
Kommunen Livadeia blev dannet ved kommunalreformen i 2011 ved sammenlægning af følgende 5 tidligere kommuner, der blev til kommunale enheder: 
- Chaironeia
- Davleia
- Koroneia
- Kyriaki
- Livadeia

## Historie
I antikken var Lebadeia en by nær den vestlige grænse af det gamle Bøotien, beskrevet af Strabo som liggende mellem bjerget Helicon og Chaeroneia. Den antikke by lå ved foden af en stejl bakke, som er en brat nordlig afslutning af Helicon. Pausanias fortæller, at denne højde oprindeligt var besat af den homeriske by Mideia, hvorfra indbyggerne, under ledelse af Lebadus, en athener, migrerede ind på sletten og der grundlagde byen opkaldt efter ham. På den anden side fastholder Strabo, at de homeriske byer Arne og Mideia begge blev opslugt af Kopaissøen.
I den byzantinske periode gik Livadeia ind i en periode med tilbagegang, bortset fra det 9. århundrede, hvor en vis økonomisk vækst fandt sted. I den frankiske periode kom Livadeia tilbage på sporet, så i det 14. århundrede kom det under kontrol af det catalanske kompagni. Det osmanniske herredømme begyndte i 1458, og økonomiske og administrative privilegier givet til beboerne bidrager til industri og handel. Byen brød fri af osmannerne som følge af den græske uafhængighedskrig i 1820'erne.

## Galleri
- Sankt Meletios kirke
- Herkyna floden
- Gammel vandmølle ved Herkyna-floden
- Stenbro over Herkyna-floden i Livadeia